# Dr. Lubos Kliniken Bogenhausen
Die Dr. Lubos Kliniken Bogenhausen sind eine chirurgische Klinik im Münchner Stadtteil Bogenhausen. Die Klinik ist mit 85 Betten als Fachkrankenhaus in den Bereichen Chirurgie, Orthopädie, Gynäkologie und Urologie Teil des Krankenhausplans des Freistaates Bayern. In der Klinik werden sowohl Kassen- als auch Privatpatienten behandelt.
Das Haus in Bogenhausen ist Teil des Klinikverbundes Dr. Lubos Kliniken, der im Jahr 2019 gegründet wurde.

## Geschichte

### Ursprünge

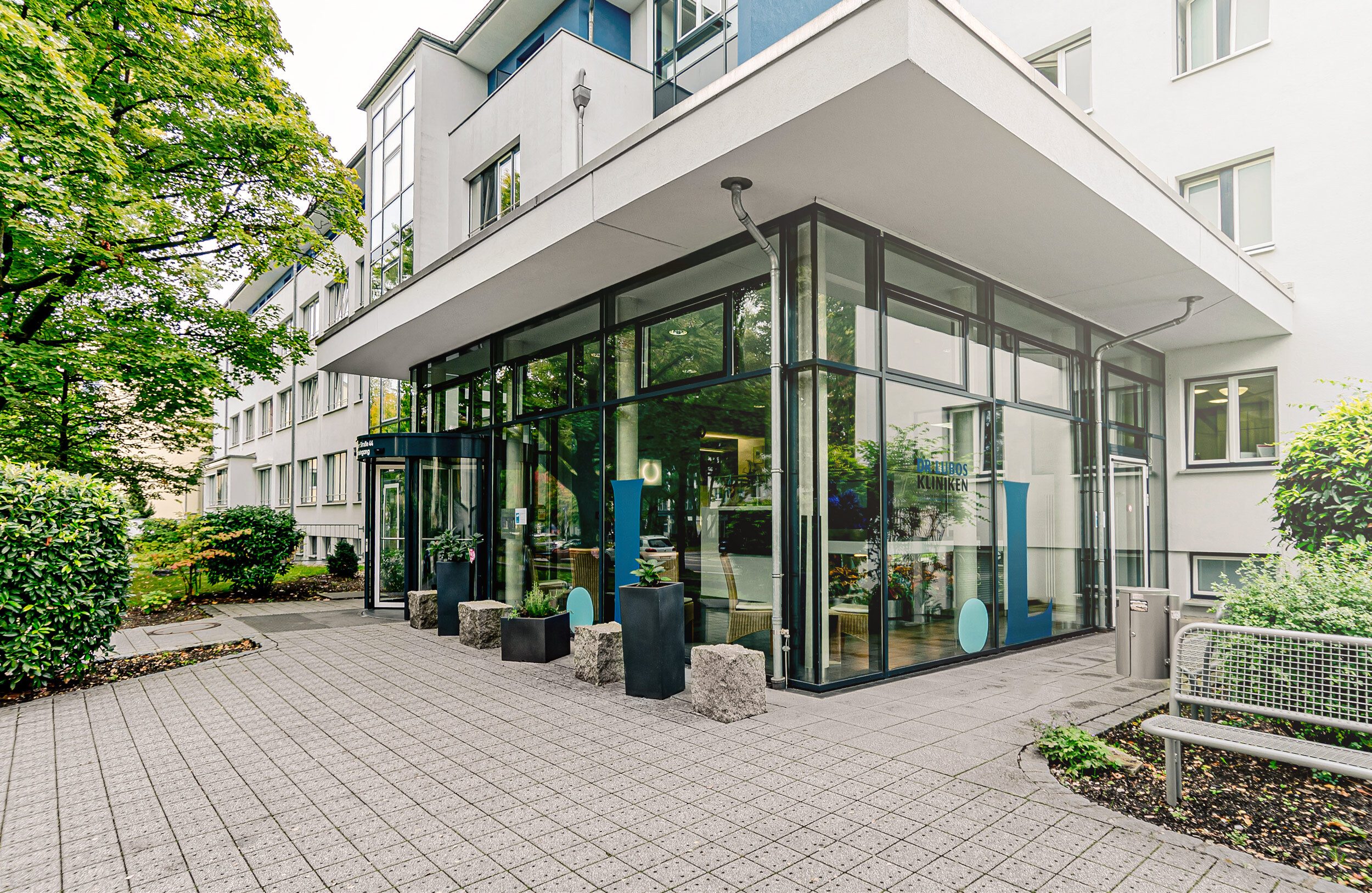
Eingangsbereich in der Denninger Straße

Die Klinik wurde im Jahr 1957 unter dem Namen Chirurgische Klinik Stanischeff gegründet. 1973 folgte die Aufnahme in den öffentlichen Bayerischen Krankenhausversorgungsplan mit 65 Betten und Hauptabteilungen in den Bereichen Viszeral- und Knochenchirurgie. Die Klinik wurde im Jahr 2001 durch den Urologen Winfried Lubos übernommen und infolge der Übernahme in Chirurgische Klinik München-Bogenhausen umbenannt. Im selben Jahr wurde das hauseigene Zentrum für geschlechtsangleichende Chirurgie gegründet.
In den Jahren 2003 bis 2007 wurde die Klinik saniert und erweitert. Im Jahr 2005 übernahmen die Betreiber die Bogenhausener Frauenklinik Dr. Boruth. In der Folge wurden die urologische sowie die gynäkologische Hauptabteilung in die Chirurgische Klinik München-Bogenhausen eingegliedert, was eine Erweiterung der Kapazitäten auf 90 Betten zur Folge hatte. Im selben Jahr erfolgte die Gründung eines Beckenbodenzentrums, gefolgt von einem Adipositaszentrum im Jahr 2006. Als letztes medizinisches Zentrum wurde im Jahr 2015 das Endoprothetikzentrum gegründet. 2017 wurden insgesamt 4311 Fälle vollstationär behandelt.

### Jüngere Entwicklung
2019 übernahmen die Betreiber Winfried Lubos und sein Sohn Aljoscha Lubos die Pasinger Frauenklinik München West. Die Übernahme markierte die Gründung des Klinikverbundes Dr. Lubos Kliniken, in deren Folge die Chirurgische Klinik München-Bogenhausen in Dr. Lubos Kliniken Bogenhausen umbenannt wurde. Seither verfügt die Klinik über vier medizinischen Fachzentren: Adipositaschirurgie, Beckenbodenerkrankungen, Endoprothetik sowie geschlechtsangleichende Operationen. Mittlerweile werden über 750 geschlechtsangleichende Operationen pro Jahr durchgeführt.